# Girls Aloud
Girls Aloud — британсько-ірландський жіночий поп-гурт, сформований у 2002 році в ході реаліті-шоу каналу ITV «Popstars: The Rivals». До складу входять співачки та музикантки Шеріл Коул, Сара Гардінг, Нікола Робертс, Кімберлі Волш і Надін Койл. Гурт випустив 21 сингл (20 з яких увійшли в першу десятку UK Singles Chart і чотири його очолили), п'ять студійних альбомів, один збірник найкращих хітів і два альбоми реміксів (два альбоми займали перше місце в UK Albums Chart). Всі альбоми «Girls Aloud» також були сертифіковані як платинові у Великій Британії. Гурт був п'ятикратно номінований на BRIT Awards і в 2009 році здобув перемогу в номінації «Найкращий сингл» за пісню «The Promise».
Girls Aloud стали одним з небагатьох успішних проєктів реаліті-шоу і заробили капітал у 25 мільйонів фунтів стерлінгів до травня 2009 року. У 2007 році Книга рекордів Гіннеса назвала «Girls Aloud» «найуспішнішим гуртом з реаліті-шоу».
У 2009 році Girls Aloud вирішили тимчасово призупинити спільну діяльність. Протягом перерви всі п'ять учасниць зайнялися сольними проєктами. 2 червня 2011 року в інтерв'ю BBC Radio 1 Нікола Робертс підтвердила, що возз'єднання «Girls Aloud» відбудеться в 2012 році і буде приурочене до десятиріччя гурту.

## Дискографія
- 2003 — Sound of The Underground
- 2004 — What Will the Neighbours Say?
- 2005 — Chemistry
- 2007 — Tangled Up
- 2008 — Out of Control